# Marcelo Martinez-Ferro
Marcelo  Martinez-Ferro es un cirujano pediátrico argentino especializado en cirugía fetal, neonatal y torácica. También desarrolló un tratamiento no quirúrgico para la condición de pectus carinatum que fue adoptado en varios países tratando a más de 20.000 pacientes.  Asimismo, es miembro directivo del Chest Wall International Group.

## Biografía
Marcelo  Martinez-Ferro nació en Buenos Aires y se graduó de la Facultad de Medicina de la Universidad de Buenos Aires en 1983. Realizó su residencia en cirugía pediátrica en el Hospital Infantil Ricardo Gutiérrezy en 1988 se incorporó al personal del Hospital Nacional Infantil Garrahan. En 1992 completó una beca en el Centro de Tratamiento Fetal de la Universidad de California en San Francisco donde se formó en el tratamiento fetal y la videocirugía.
En 2001, el Dr. Martinez-Ferro junto con el Equipo Quirúrgico y Obstétrico del CEMIC realizaron la primera cirugía fetal en una paciente con mielomeningocele en Argentina, fue la primera intervención de este tipo en realizarse fuera de Estados Unidos.
Asimismo, es el inventor de un tratamiento no quirúrgico de compresión dinámica, para corregir el pectus carinatum,  utilizado por más de 20 mil pacientes de todo el mundo. Otro antecedente de un tratamiento ortésico para esta condición lo realizó el médico brasileño Sydney Haje y su equipo. Estos tratamientos actualmente son elegidos por sobre el procedimiento quirúrgico de Mark Ravitch, debido a su menor invasividad.
Es miembro del consejo editorial del Journal of Pediatric Surgery. También forma parte del consejo editorial de otras revistas indexadas en Index Medicus como "Fetal Diagnosis and Therapy"  y el "Journal of Laparoendoscopic and Advanced Surgical Techniques". Ha publicado más de 150 trabajos científicos  y brindado conferencias y cursos en más de 25 países.

## Cirugía fetal, neonatal y torácica
El Dr. Martinez-Ferro junto a los Dres. Santiago Lippold y Aldo Vizcaíno, bajo la coordinación del Dr. Michael Harrison, creó el programa de Cirugía Fetal del CEMIC, el primero en América Latina. El propósito del mismo fue optimizar la cadena de diagnóstico, evaluación y tratamientos médicos durante la gestación, así como la derivación de pacientes recién nacidos, para reducir la tasa de morbilidad y mortalidad por defectos congénitos, tales como malformaciones pulmonares, obstrucciones del tracto urinario y hernias diafragmáticas.
En relación con ello, en mayo de 2001 realizaron la primera cirugía intrauterina en el extranjero respecto de Estados Unidos. El objetivo de la intervención quirúrgica fetal “a cielo abierto” fue corregir una malformación de la columna vertebral conocida como mielomeningocele, para evitar las consecuencias futuras del contacto del líquido amniótico con la médula espinal en el útero materno.
Pionero en la implementación de procedimientos laparoscópicos y toracoscópicos en recién nacidos y niños, el Dr. Martinez-Ferro ha contribuido a mejorar los resultados quirúrgicos y reducir la invasividad de procedimientos quirúrgicos.
Es coautor de tres libros de la especialidad. El primero, Neonatología Quirúrgica, se publicó en 2004 y su segunda edición un año después. En 2018, publicó con la Editorial Journal 'Fetoneonatología Quirúrgica, obra en dos volúmenes especializados: Aspectos Clínicos y “Aspectos Técnicos”. Introduce el término Feto-neonatología para abordar la atención médica y quirúrgica del feto y del recién nacido con énfasis en la constitución de un proceso continuo, es decir, no separado por el momento del nacimiento. 
Asimismo, se ha especializado en tratamiento quirúrgico y no quirúrgico de las malformaciones torácicas tales como el pectus carinatum, pectus excavatum y Síndrome de Poland,  con un enfoque en la reducción de la invasividad y la corrección del funcionamiento cardiaco y pulmonar de los pacientes, además del impacto en la autoestima de los pacientes.
Con relación a ello, junto al Dr. Carlos Fraire, introdujo la técnica de Nuss en América Latina para la corrección del pectus excavatum (el hundimiento del esternón hacia la columna vertebral).
A lo largo de los años, incorporó actualizaciones varias en cuanto al procedimiento con su equipo, como la planificación quirúrgica 3D y la personalización de los sistemas de implantes; la creación de índices y estudios específicos de cardiopectus y la aplicación de crioanalgesia para la reducción del dolor postoperatorio.
El Dr. Martinez-Ferro fundó el Grupo de Cirugía Pediátrica, una asociación de cirujanos de diversas especialidades pediátricas destinada a la recepción y colaboración de casos complejos. Como parte de esta iniciativa, se conformó la Clínica Mi Pectus, especializada en la investigación y el tratamiento de  malformaciones de la pared torácica, con un enfoque multidisciplinario e integral. Actualmente, continúa contribuyendo en ambas organizaciones como consultor e investigador científico.

## Sistema corrector de pectus carinatum
El Dr. Martinez-Ferro inventó el Sistema Compresor Dinámico FMF como alternativa no invasiva para la corrección del pectus carinatum.   El “Sistema FMF” se basa en el principio de que la pared torácica, especialmente en niños y adolescentes, es maleable y puede ser remodelada mediante la aplicación de presión externa.   El sistema ortopédico es fabricado por la empresa Pampamed, en aluminio ultraliviano y a medida del paciente, y funciona aplicando presión gradual y controlada, corrigiendo la deformidad en meses.
Entre los años 2001 y 2007, el equipo del Dr. Martinez-Ferro, realizó el tratamiento no invasivo a 208 pacientes con pectus carinatum, utilizando el sistema de compresión dinámica e incorporando un medidor de presión de corrección. La efectividad fue del 90%. El sistema se diferencia por la medición de la elasticididad del tórax del paciente y la consecuente adecuación de la presión del corrección, para mejorar la exactitud y optimizar la duración del tratamiento, además de evitar lesiones cutáneas.
El primer centro internacional en adoptarlo fue el Children's Hospital of The King's Daughters en Estados Unidos, y lo posicionó como el tratamiento de preferencia a nivel global, por sobre a la intervención quirúrgica para esta patología. Al respecto, las alternativas de tratamiento de las malformaciones torácicas han cambiado de resecciones abiertas a estrategias mínimamente invasivas, y finalmente, a remodelar el tórax utilizando modalidades tanto quirúrgicas como no quirúrgicas.